# Misa de Gallo

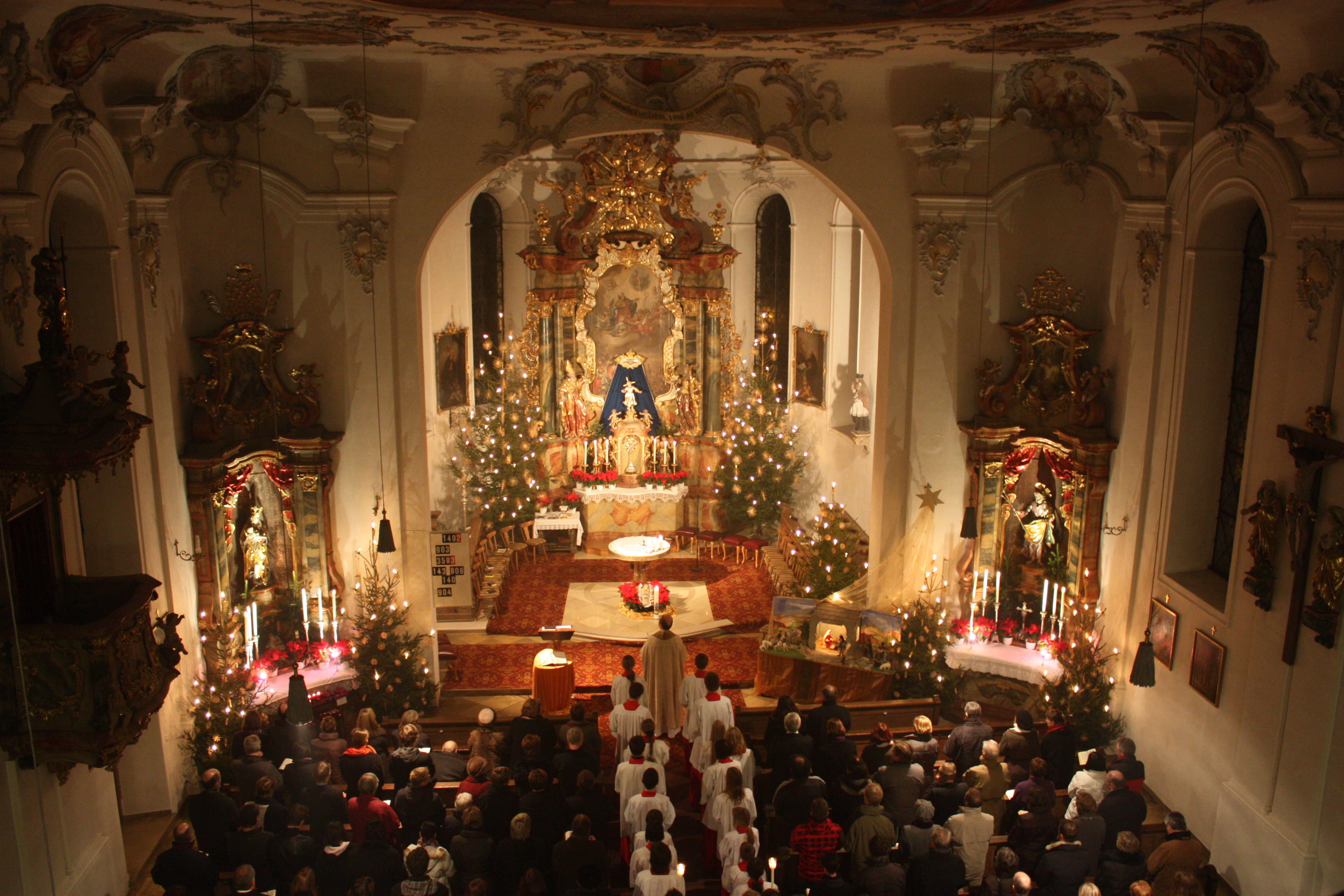
Misa de la noche de Navidad en Memmingen (Alemania) de 2009.

Misa de medianoche (o de la noche, según las traducciones) de Navidad, Vigilia de Navidad (aunque de forma incorrecta, como veremos) o popularmente, misa de los pastores o sobre todo, misa del Gallo es la denominación de la misa católica que se celebra generalmente en torno a la medianoche de la Nochebuena, en conmemoración del nacimiento de Jesús de Nazaret.

## Liturgia
Tanto antes como después del Concilio Vaticano II el rito romano tiene cuatro misas de Navidad: "Misa de vigilia", "Misa de la aurora", "Misa del día" y la que nos atañe, "Misa de la Noche"; sin embargo, las antiguas Santas Misas de vigilia eran de carácter penitencial, con ornamentos morados como en Adviento y Cuaresma, como preparación inmediata a la celebración de la fiesta. Por este motivo, muchos, incluso muchos sacerdotes, creen erróneamente que la solemnidad de la Natividad no empieza hasta la "Misa de la noche de Navidad", que muchos se obligan a que sea a las 12 en punto: sin embargo, la liturgia oficial actual hace empezar las solemnidades con las primeras vísperas, que se celebran la tarde anterior, y con la Navidad no se hace una excepción, si bien se han conservado estos cuatro formularios de Misa para ser celebrados cada uno a su hora correspondiente, con la nota de que son textos intercambiables. Es conocido el pasaje de los Santos Evangelios utilizado en la Misa de la Noche de Navidad, el pasaje de san Lucas 2, 1-14. Sin embargo, conviene recordar que -a diferencia que en el Domingo de Pascua, en que se prohíbe anticipar la misa de vigilia pascual al atardecer, con la que habitualmente se hacen paralelismos- las misas del atardecer de Navidad también son misas de Navidad. Estas misas navideñas de la víspera al atardecer, por reminiscencias a la Misa de Nochebuena, llamada popularmente Misa del Gallo, se están empezando a denominar en algunos sitios como misa del "Pollito", sobre todo en Cataluña (en catalán, del Pollet).
En este día, está permitido comulgar de manera indistinta en las cuatro misas, siempre que se celebren a su hora.

## En Roma
Sixto III (siglo V d. C.), introdujo en Roma la costumbre de celebrar en Navidad una vigilia nocturna, a medianoche, “en seguida de cantar el gallo”, en un pequeño oratorio, llamado "ad praesepium", "ante el pesebre", situado detrás del altar mayor de la Basílica de San Pedro de Roma. Esta expresión se debe a que los antiguos romanos denominaban el Canto del Gallo al comienzo del día, a la medianoche. Se quedó con el nombre de Misa del Gallo o Misa de la Noche de Navidad, la misa que se celebraba a esta hora.
Desde el año 1961, TVE emitía en directo desde Roma la Misa del Gallo, bien en La 1, bien en La 2. Sin embargo, entre 2013 y 2019 la misa del Gallo no se emitió por RTVE, siendo posible seguirla en España solamente a través de la emisora privada 13TV. A partir de 2020, nuevamente RTVE volvió a adquirir los derechos de emisión de la Misa en directo a través de La 2.
Es también retransmitida por Eurovisión para Europa y por EWTN para América Latina. En Chile, también es transmitida por Canal 13 y La Red.
En 2020, no se celebró la Misa de medianoche de Navidad por la pandemia del COVID-19.

## Celebración en otros países

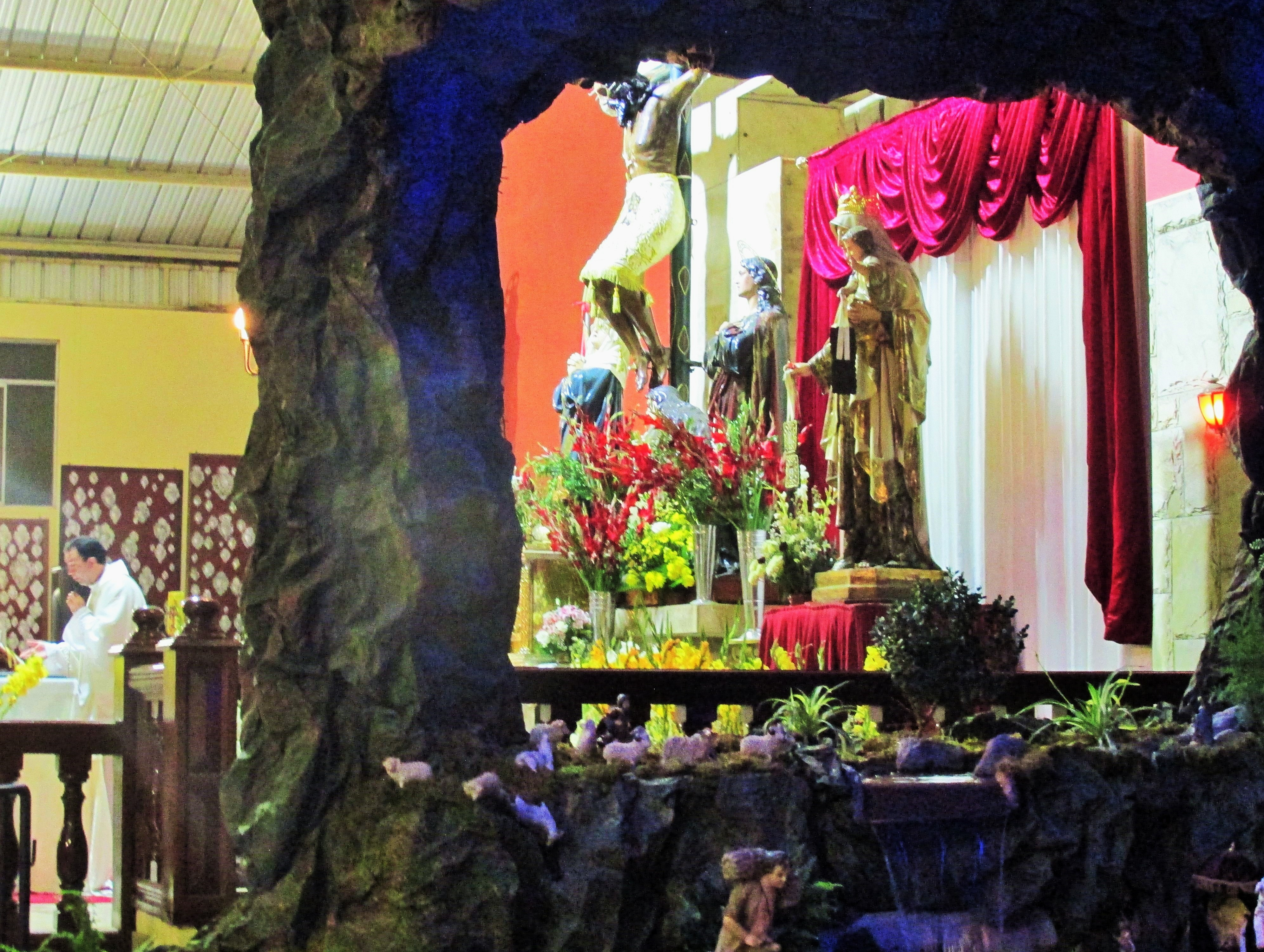
Misa de Navidad en la Nochebuena del Santuario del Señor de Luren en Ica (Perú) de 2016.

En países de habla hispana esta costumbre está arraigada, sobre todo en la región de Iberoamérica, donde existe el mayor número de católicos a nivel mundial. En otras regiones como Filipinas se celebra una Misa nocturna de Navidad similar a la española, debido a la pertenencia del territorio al imperio español, que impregnó esta parte de Asia de su cultura católica.